# التيار الوطني الثوري الشبابي
التيار الوطني الثوري الشبابي (بالكردية: Tevgera Ciwanen Welatparêzên Şoreşger)‏، (بالتركية: Yurtsever Devrimci Gençlik Hareket)‏ ،YDG-H كان الجناح الشبابي المتشدد لحزب العمال الكردستاني. تم تدريبهم من قبل كوادر حزب العمال الكردستاني الأكثر خبرة في القتال الحضري، ويتألف معظمهم من الأطفال والبالغين في الفئة العمرية 15-25 عامًا، وقد تم تأسيسه في عام 2006. بدأت المجموعة في الاشتباك مع قوات الأمن التركية وحاولت فرض سلطتها في المناطق التي كانت موجودة فيها في عام 2014 كجزء من إستراتيجية تضمنت إعلانًا أحاديًا للإدارة الذاتية في مدن مختلفة في جنوب شرق تركيا، وتأسيس خنادق وحواجز معززة مع العبوات الناسفة والمتفجرات لمنع قوات الأمن من الوصول إلى المناطق الحضرية.
كانت المجموعة مؤيدة للإدارة الذاتية الإقليمية للشعب الكردي في جنوب شرق الأناضول. تشمل الأهداف الأخرى المزعومة لها وقف جميع الأنشطة المتعلقة بالمخدرات والبغاء، وغيرها من الجرائم المماثلة في المنطقة.
في ديسمبر 2015، تمت إعادة تنظيم المجموعة من قبل حزب العمال الكردستاني في ميليشيا وحدات الحماية المدنية.